# Hermannshöhle
De Hermannshöhle is een voor het publiek opengestelde druipsteengrot in Rübeland vlak bij Wernigerode in de Harz. De grot werd in 1866 bij wegwerkzaamheden ontdekt en werd genoemd naar zijn ontdekker: Hermann Grotrian.
De grot is met name bekend geworden dankzij de vondst van botten van de uitgestorven holenbeer. Ook is het de enige plek in Duitsland waar grottenolmen voorkomen.